# Phospholipase B

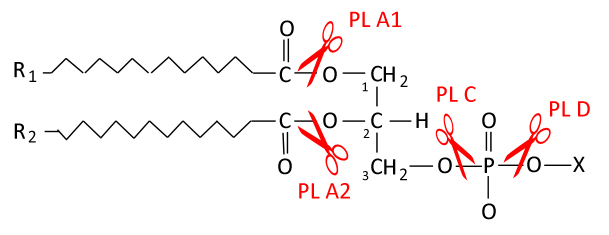
Vị trí các liên kết của các phospholipase:
- PLA1: phospholipase A_{1},
- PLA2: phospholipase A_{2},
- PLC: phospholipase C,
- PLD: phospholipase D.

Phospholipase B, còn được gọi là lysophospholipase, là một enzyme có sự kết hợp của cả hai trung tâm hoạt động PLA1 và PLA2; nghĩa là, enzyme có khả năng tách chuỗi acyl từ cả vị trí sn-1 và sn-2 của phospholipid. Nói chung, enzyme hoạt động trên lysolecithin (được hình thành do hoạt động của PLA2 lên lecithin). 

Cấu phần của phospholipase. Lưu ý rằng enzyme có cả hai trung tâm hoạt động PLA1 và PLA2 là phospholipase B

Các loại phospholipase khác bao gồm phospholipase A1, phospholipase A2, phospholipase C và phospholipase D.